# Pałac w Zgorzelcu
Pałac w Zgorzelcu – wybudowany w 1730 r. w Zgorzelcu.

## Położenie
Pałac położony jest w mieście  przygranicznym w województwie dolnośląskim, w polskiej części Łużyc Górnych, na prawym brzegu Nysy Łużyckiej, w Obniżeniu Żytawsko-Zgorzeleckim.

## Opis
Piętrowy pałac wybudowany na planie prostokąta, kryty dachem czterospadowym z lukarnami. Na środku dachu drewniana wieżyczka z latarnią. Obiekt jest częścią zespołu pałacowego, w skład którego wchodzi jeszcze park.